# Teruki Miyamoto
Teruki Miyamoto (宮本 輝紀 Miyamoto Teruki?,  26 de diciembre de 1940 en Hiroshima - 2 de febrero de 2000 en Hiroshima) fue un futbolista japonés que se desempeñaba como centrocampista.
Miyamoto jugó 58 veces y marcó 19 goles para la Selección de fútbol de Japón entre 1961 y 1971. Miyamoto fue elegido para integrar la selección nacional de Japón para los Juegos Olímpicos de Verano de 1964 y 1968.

## Trayectoria

### Clubes
| Club         | País  | Año         |
| ------------ | ----- | ----------- |
| Nippon Steel | Japón | 1959 - 1976 |

### Selección nacional
| Selección | País  | Año         |
| --------- | ----- | ----------- |
| Absoluta  | Japón | 1961 - 1971 |

## Estadística de equipo nacional
| Selección de Japón | Selección de Japón | Selección de Japón |
| Año                | Part.              | Goles              |
| ------------------ | ------------------ | ------------------ |
| 1961               | 5                  | 3                  |
| 1962               | 7                  | 1                  |
| 1963               | 5                  | 2                  |
| 1964               | 2                  | 0                  |
| 1965               | 4                  | 1                  |
| 1966               | 5                  | 3                  |
| 1967               | 5                  | 5                  |
| 1968               | 4                  | 0                  |
| 1969               | 3                  | 2                  |
| 1970               | 12                 | 1                  |
| 1971               | 6                  | 1                  |
| Total              | 58                 | 19                 |

## Palmarés

### Distinciones individuales
| Distinción                                      | Año  |
| ----------------------------------------------- | ---- |
| Japan Soccer League Best XI                     | 1966 |
| Japan Soccer League Best XI                     | 1967 |
| Japan Soccer League Best XI                     | 1968 |
| Japan Soccer League Best XI                     | 1969 |
| Japan Soccer League Best XI                     | 1970 |
| Japan Soccer League Best XI                     | 1971 |
| Inducido al Salón de la Fama del fútbol japonés | 2006 |